# Казаков, Дмитрий Игоревич
Дмитрий Игоревич Казаков (род. 6 октября 1951 года, Москва) — советский и российский физик, специалист в области квантовой теории поля и физики элементарных частиц, член-корреспондент РАН (2016).

## Биография
Родился 6 октября 1951 года в Москве.
В 1974 году окончил физический факультет МГУ.
После окончания МГУ работает в ОИЯИ, где с 1988 по 2003 годы занимал должность заместителя директора Лаборатории теоретической физики имени Н. Н. Боголюбова, в настоящее время — директор лаборатории.
В 1977 году защитил кандидатскую диссертацию, тема: «Вопросы перенормировок в теориях с динамической симметрией».
В 1988 году защитил докторскую диссертацию, тема: «Конечные суперсимметричные модели квантовой теории поля».
С 2005 года — профессор, а с 2012 года — заведующий кафедрой «Фундаментальные и прикладные проблемы физики микромира» МФТИ.
В период с 1999 по 2014 годы — заведующий лабораторий фундаментальных взаимодействий ИТЭФ.
В 2016 году избран членом-корреспондентом РАН.
С 2017 года — директор ЛТФ ОИЯИ.
С 2022 года — главный редактор журнала «Теоретическая и математическая физика».

## Общественная позиция
В феврале 2022 года подписал открытое письмо российских учёных и научных журналистов с осуждением вторжения России на Украину и призывом вывести российские войска с украинской территории.

## Научная деятельность
Специалист в области квантовой теории поля и физики элементарных частиц.
Основные научные результаты:
- развитие эффективного метода для многопетлевых вычислений фейнмановских диаграмм — метода уникальностей и рекордные вычисления в различных моделях квантовой теории поля;
- вычисление критических индексов и развитие метода суммирования асимптотических рядов;
- решение проблемы аксиальной аномалии в суперсимметричных калибровочных теориях;
- открытие широкого класса суперсимметричных теорий без ультрафиолетовых расходимостей;
- построение метода перенормировок в теориях со спонтанным нарушением суперсимметрии;
- предсказание массового спектра суперпартнёров и хиггсовских бозонов в суперсимметричной Стандартной Модели и предложение возможности их экспериментального обнаружения;
- определение профиля плотности тёмной материи в нашей галактике.

## Награды
- Медаль ордена «За заслуги перед Отечеством» II степени (17 ноября 2022 года) — за вклад в развитие науки и многолетнюю добросовестную работу[4]
- Премия ОИЯИ по теоретической физике (1980, 2004)